# Premier rendez-vous ?
Pour les articles homonymes, voir Premier Rendez-vous (homonymie).
 (juillet 2025).
Pour plus de détails, voir Fiche technique et Distribution.
Premier rendez-vous ? (Riley's First Date?) est un court métrage d'animation en images de synthèse américain des studios Pixar réalisé par Josh Cooley, datant de 2015.
Il constitue la suite du long métrage Vice-versa (Inside Out) diffusé en 2015. Il est sorti en France le 27 octobre 2015.

## Synopsis
Riley, maintenant âgée de 12 ans, est installée avec sa famille à San Francisco et commence à être attirée par les garçons. Mais quand Jordan, un jeune homme, lui propose d'aller à la patinoire avec elle, ce ne sont pas ses propres émotions qui sont bouleversées mais celles de ses parents à l'idée qu'elle ait un petit-ami à cet âge-ci ! La mère de cette dernière essaye de communiquer avec sa fille en lui demandant s'il s'agit d'un premier rendez-vous mais s'y prend plutôt mal… Comment la famille Andersen va-t-elle s'y prendre ?

## Fiche technique
- Titre original : Riley's First Date?
- Titre français : Premier-rendez vous ?
- Réalisation : Josh Cooley
- Scénario : Josh Cooley d’après une histoire originale de Bobby Alcid Rubio et Yung-Han Chang
- Montage : Jason Brodkey
- Musique : Michael Giacchino
- Producteur délégué : Mark Nielsen
- Production : Pixar Animation Studios, Walt Disney Pictures
- Distribution : Buena Vista International
- Pays d'origine :  États-Unis
- Langue originale : anglais
- Format : Couleurs – 1,78:1 – Stéréo
- Genre : Film d'animation en images de synthèse
- Durée : 4 minutes
- Dates de sortie : 
  - France : 27 octobre 2015 (dans le blu-ray de Vice-versa)
  - États-Unis : 3 novembre 2015 (dans le blu-ray de Vice-versa)

## Distribution

### Voix originales
- Amy Poehler : Joy (Joie)
- Lewis Black : Anger (Colère)
- Mindy Kaling : Disgust (Dégoût)
- Bill Hader : Fear (Peur)
- Phyllis Smith : Sadness (Tristesse)
- Kaitlyn Dias : Riley Andersen
- Diane Lane : Jill Andersen (la mère)
- Kyle MacLachlan : Bill Andersen (le père)
- Ben Cox : Jordan

### Voix françaises
- Tom Trouffier : Jordan
- Clara Poincaré : Riley
- Alexis Victor : père de Riley
- Françoise Cadol : mère de Riley
- Victoria Grosbois : Joie
- Gauthier Battoue : Peur
- Camille Donda : Tristesse
- Adrien Antoine : Colère
- Marie Tirmont : Dégoût
- Emmanuel Jacomy : la colère du père
- Jérémy Prévost : la peur du père
- Lionel Tua : la tristesse du père
- Géraldine Le grand : la joie de la mère
- Alexia Lunel : le dégoût de la mère
- Tom Hudson : la joie de Jordan
- Paul Geanier : la peur de Jordan
- Augustin Brat : le dégoût de Jordan
- Rébecca Finet : la colère de la mère
- Laëtitia Lefebvre : la peur de la mère
- Stéphanie Lafforgue : la tristesse de la mère
- Michael Aragones : la joie du père et l’alarme